# ウクライナ英雄
ウクライナ英雄（ウクライナえいゆう、ウクライナ語: Герой України）は、ウクライナの英雄称号。ウクライナの大統領から、英雄的活動を行った個々の市民に贈られる。1998年に大統領レオニード・クチマによって創設されたウクライナ英雄は、2019年6月27日時点で453人に授与されている。この称号は、主に市民が対象となる国家勲章と、軍人が対象となる金星勲章に分かれている。2017年6月、ユーロマイダンで犠牲となったベラルーシ人のミハイル・ジズネフスキーに、外国人として初めてウクライナ英雄が授与（追贈）された。
一部の授与については、政治的利権との関係や、英雄称号には値しないとする主張がなされている。

## 概要

### 歴史
ウクライナ英雄のもととなったのは、かつてウクライナ・ソビエト社会主義共和国でも運用されていた、ソビエト連邦の英雄称号であるソ連邦英雄（1934年4月16日創設）と社会主義労働英雄（1938年12月27日創設）である。ソ連邦英雄は受章者の大部分が軍事面での英雄的功績（宇宙飛行士は特例授与）で、社会主義労働英雄は国民経済と文化への多大な貢献で授与されていた。これらの称号は同一人物に対して複数回授与することが可能であり、剥奪する権限はソビエト連邦最高会議幹部会にのみ与えられていた。ソビエト連邦の崩壊でこれらの称号は廃止されたが、その後の独立国では、ロシアのロシア連邦英雄やベラルーシのベラルーシ英雄などの類似した英雄称号が誕生した。ウクライナ英雄もその一つである。

### 運用
ウクライナ英雄は、1998年8月23日のレオニード・クチマ大統領布告第944号によって制定された。かつてソビエト連邦で運用されていた英雄称号と構成が類似しており、市民が対象となる国家勲章と、軍人が対象となる金星勲章から成る。ソビエト連邦のそれとは異なり、ウクライナの法律によって受章はどちらか一度限りと定められているが、正当な理由があれば両方の称号を受章できるとされている。これは、国家勲章の受章者が軍事面での英雄的な行動をとった場合、その者に対して金星勲章が贈られることを意味している。逆に、金星勲章の受章者が残した労働による功績が、国家にとって並外れた価値があると認められた場合には、その者に対して国家勲章が贈られることも意味している。どちらの勲章も追贈が可能であり、受章者が重大な犯罪で有罪判決を受けたときのみ、大統領が称号の剥奪を行うことができる。

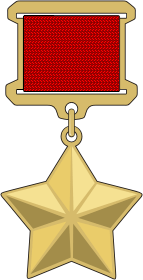
ソ連邦英雄
社会主義労働英雄
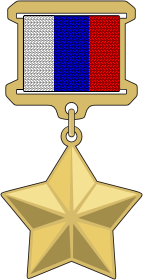
ロシア連邦英雄
ベラルーシ英雄
ウズベキスタン英雄（英語版）
カザフスタン英雄（英語版）
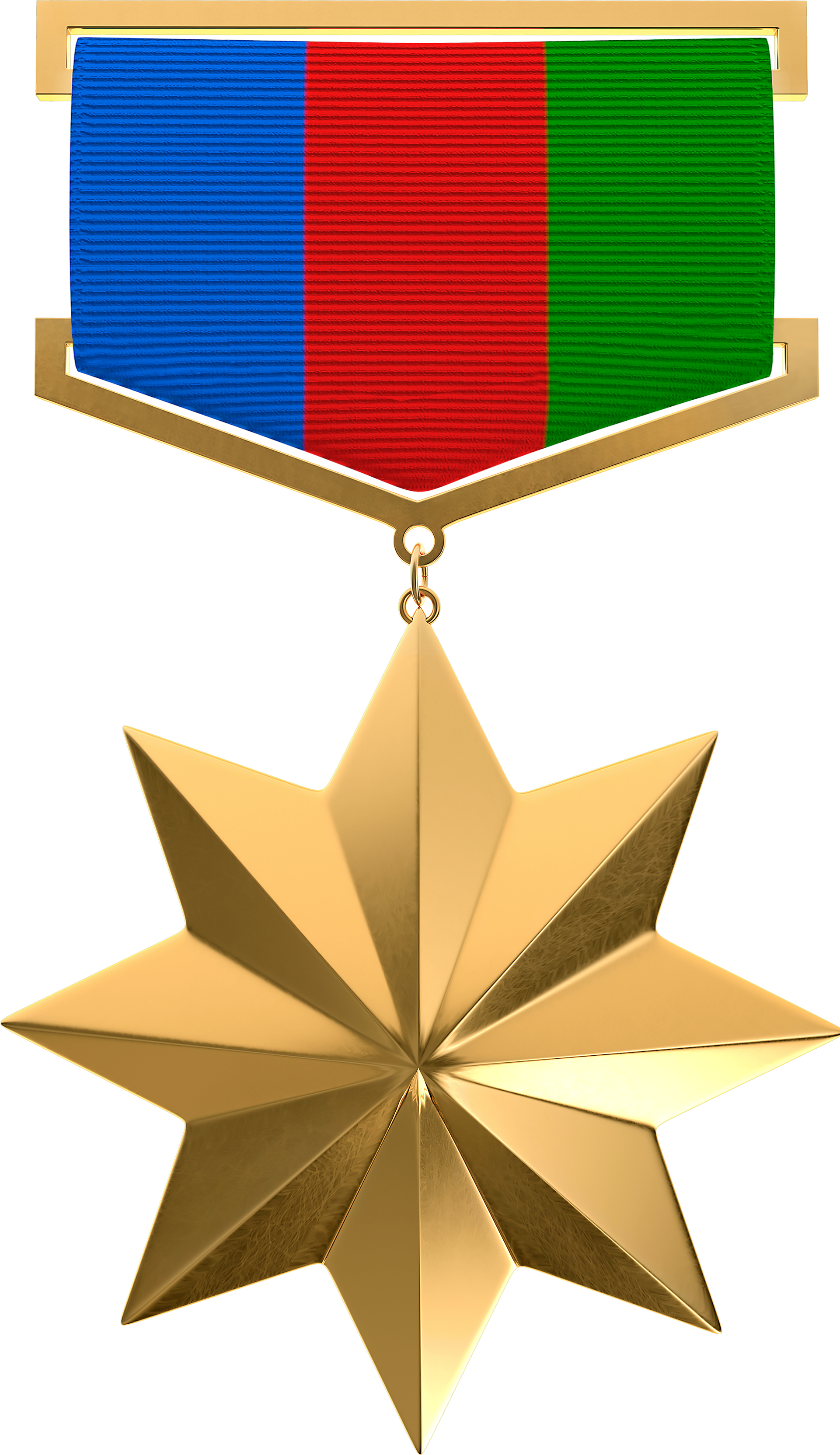
アゼルバイジャン国家英雄（英語版）

## 意匠

三叉戟が用いられているウクライナの国章

ウクライナの法律によって、それぞれの称号を区別するために二種類の勲章が設けられた。どちらの勲章にも、長さ45mm、幅28mmの綬が付けられており、国旗の配色に従って、綬は左側が青色、右側が黄色に分かれている。綬は、金製の鈕によって章と結ばれている。そして、章の裏面には、それぞれの称号の名前と受章番号が記されている。ここまでが、両方の勲章に共通する意匠である。
金星勲章の鈕には、ウクライナの国章にも用いられているトルィーズブ（キエフ大公国の紋章である三叉戟）が描かれている。章は、幅35mmの五芒星を柏葉の環が囲んでおり、五芒星の中には小さな二つの五芒星が重なるようにして配置されている。一方、国家勲章の鈕には何も描かれていない。その代わり、金星勲章では鈕に配置されていたキエフ大公ヴォロディーメル1世の三叉戟が、国家勲章では柏葉の環に囲まれるようにして章に配置されている。章の大きさは、長さ35mm、幅36mmと、金星勲章とほぼ変わらない。
金星勲章、国家勲章受章者には、正式な章に加えて、公共の場で佩用できる複製品が贈られる。その他、ソ連邦英雄の金星章をもとに、綬の色を赤から青と黄に置き換えた両勲章共通の略小勲章も存在する。五芒星の中心には、国章の三叉戟が描かれている。略小勲章は卑金属製であり、佩用する際は左胸に、全ての勲章の上に置かれる。

## 規定

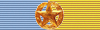
金星勲章の略綬（2002年まで）

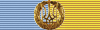
国家勲章の略綬（2002年まで）

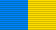
現行の略綬

レオニード・クチマは、ウクライナ英雄について1998年と2002年の二度、大統領布告を出している。1998年の大統領布告でウクライナ英雄が創設されたが、2002年の大統領布告は1998年の布告を無効にする内容だった。これは、2000年に施行されたウクライナ国家栄典法によって、ウクライナ英雄の規定が承認されたためである。
1998年の布告には、ウクライナ英雄に関する一般的な規定が含まれていた。このときの規定では、金星勲章や国家勲章を得るための基準やその授与権者、勲章の社会的地位などが示されていた。原則、英雄的行動や労働での功績を残したウクライナ市民に対して贈られると定められたほか、大統領のみにウクライナ英雄の授与権限があると決められていた。ただし、一部の政府機関は、市民に対して英雄称号を受けるよう勧めることもできた。また、昇給や社会保障、健康管理などの面で、ウクライナ英雄には死亡するまで有効となる特別給付が与えられると定められていた。その他、二重英雄や勲章の佩用方法、所有権、保管方法などについても決められていた。
2002年の新規定は、従来のものをほぼ引き継ぐ形となったが、受章者が身に付けられる略小勲章はこの規定で創設された。大統領布告第4条では、勲章の所有権に関する詳細と、博物館に展示する際の特別手続について定められた。

### 佩用
ウクライナ英雄の受章者は、常に勲章を背広の左胸に佩用する。最高位扱いなので、他のウクライナの勲章を佩用している場合は、その勲章よりも上に配置する。国家勲章と金星勲章の二重英雄の場合は、金星勲章を国家勲章の右に配置する。
卑金属製の複製品も同様に左胸の最上位に佩用できるが、勲章類の佩用が認められない場合には、縦12mm、横18mmの略綬で代用することができる。略小勲章も左胸の最上位に佩用する。

## 手続き
市民がウクライナ英雄を受章するためには、最高会議、内閣、憲法裁判所、最高裁判所、最高経済裁判所、検察局、各省庁や中央執行機関に加えて、クリミア自治共和国の最高会議と閣僚会議（内閣）、州、キーウおよびセヴァストポリの政府政権から、大統領に対する推薦がなければならない。
各機関から、推薦された人物の活動に関する詳細と、候補者の代理による推薦書類が大統領の下へ送られ、検討される。大統領が推薦に同意すれば、大統領令によって、キーウのマリア宮殿で勲章や勲記、略小勲章を含む称号の授与式が挙行される。

## 受章者

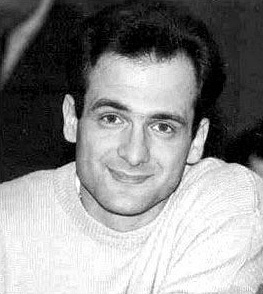
2000年に暗殺された、「ウクライナ・プラウダ」の創業者であるジャーナリストのゲオルギー・ゴンガゼは、2005年にウクライナ英雄が追贈された。

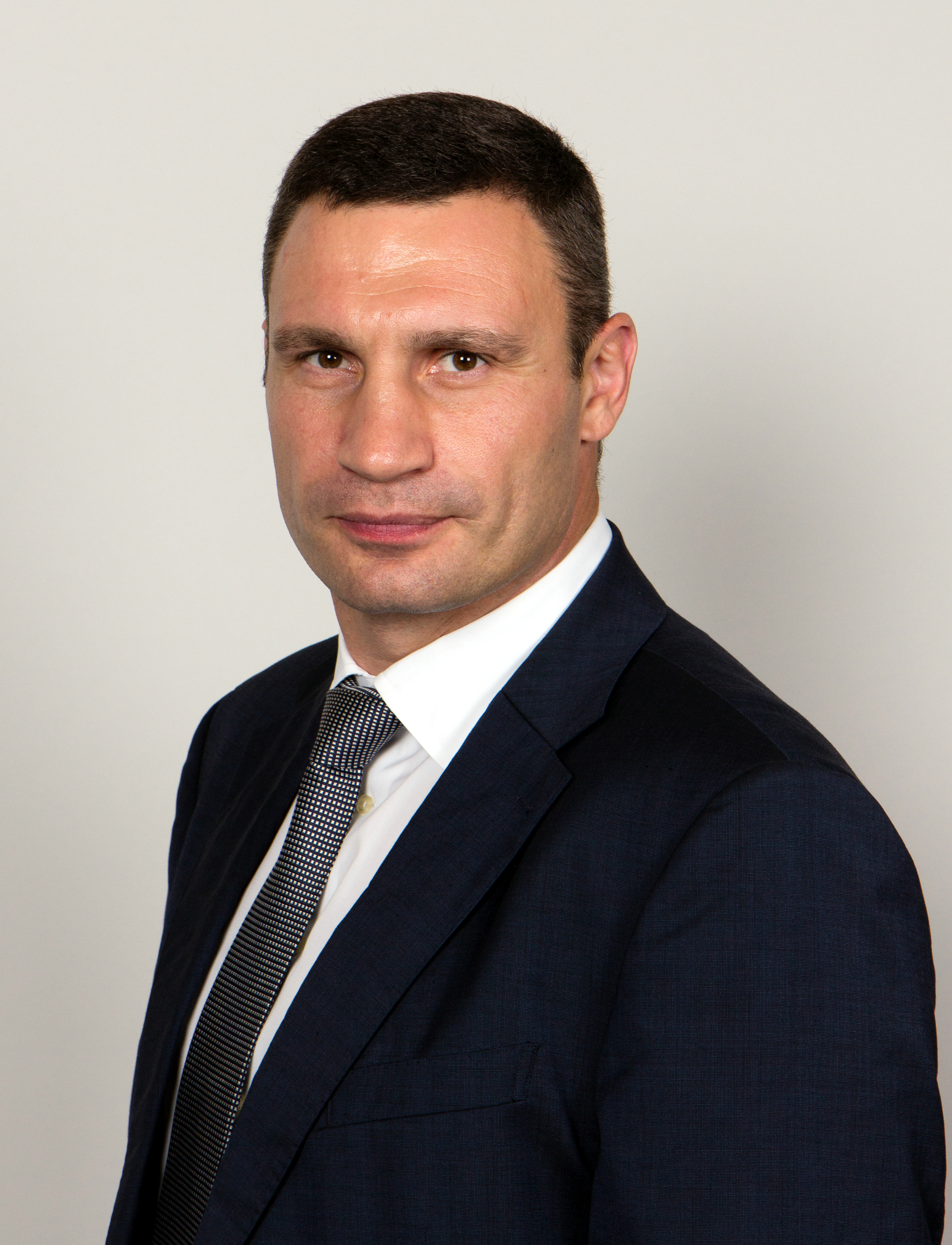
ビタリ・クリチコ

受章者には様々な功績が認められ、ウクライナ英雄の称号が贈られている。ウクライナ英雄の最初の受章者は、1998年に授与されたボリス・パトンである。彼は電気溶接を中心とした金属工学の権威として知られ、1962年から現在までウクライナ国立学士院（ソ連時代はウクライナ社会主義共和国学士院）の院長を務めている。その他の科学関連では、プラトン・コスチュクが神経生理学での功績で、ヴァレリー・カザコフが医学での功績で受章している。
ウクライナ英雄の称号は、時折アスリートやその他スポーツ関係の人物にも贈られる。ボクシング元ヘビー級王者で、現キエフ市長のビタリ・クリチコは、セリエAで2度得点王に輝き、ヨーロッパ年間最優秀選手にも選ばれたアンドリー・シェフチェンコとともに、2004年に金星勲章を受章した。プロサッカークラブのFCディナモ・キーウで監督を務めていたヴァレリー・ロバノフスキーは、試合中に倒れ、2002年5月13日に死去した。彼の長年にわたるウクライナへの奉仕は、国内のサッカーを成熟させ、国家としての名声も高めたとして、死去2日後にウクライナ英雄が追贈されている。
また、オリンピックのメダリストも受章者として選ばれることがある。シドニーとアテネで競泳連覇を達成したヤナ・クロチコワは、ウクライナに対する卓越した貢献と、オリンピックの会場で国家の名声を高める彼女の努力が評価されてウクライナ英雄を受章した。
芸術や文学で活躍する人物にも、ウクライナ英雄が贈られている。作曲家のオレクサンドル・ビラシュは、ウクライナの人々に精神的な充実感を与え、長年にわたり実りある創造活動への個人的な貢献を行ったとして、2001年にウクライナ英雄を受章した。おそらくソ連で最も有名なウクライナ人歌手だったソフィーヤ・ロタールは、芸術分野における顕著な個人的功績が認められて受章に至った。作家のパヴロ・ザフレベルニィは、ウクライナのための自己犠牲や、長年の執筆活動と国家の精神的宝庫の充実に多大な貢献を行ったことが評価され、2004年に受章した。政治に関与する作家も授与対象である。レオニード・クチマの不祥事を追っていた「ウクライナ・プラウダ」のゲオルギー・ゴンガゼは、2000年に不審死を遂げたが、2005年にウクライナ英雄が追贈された。

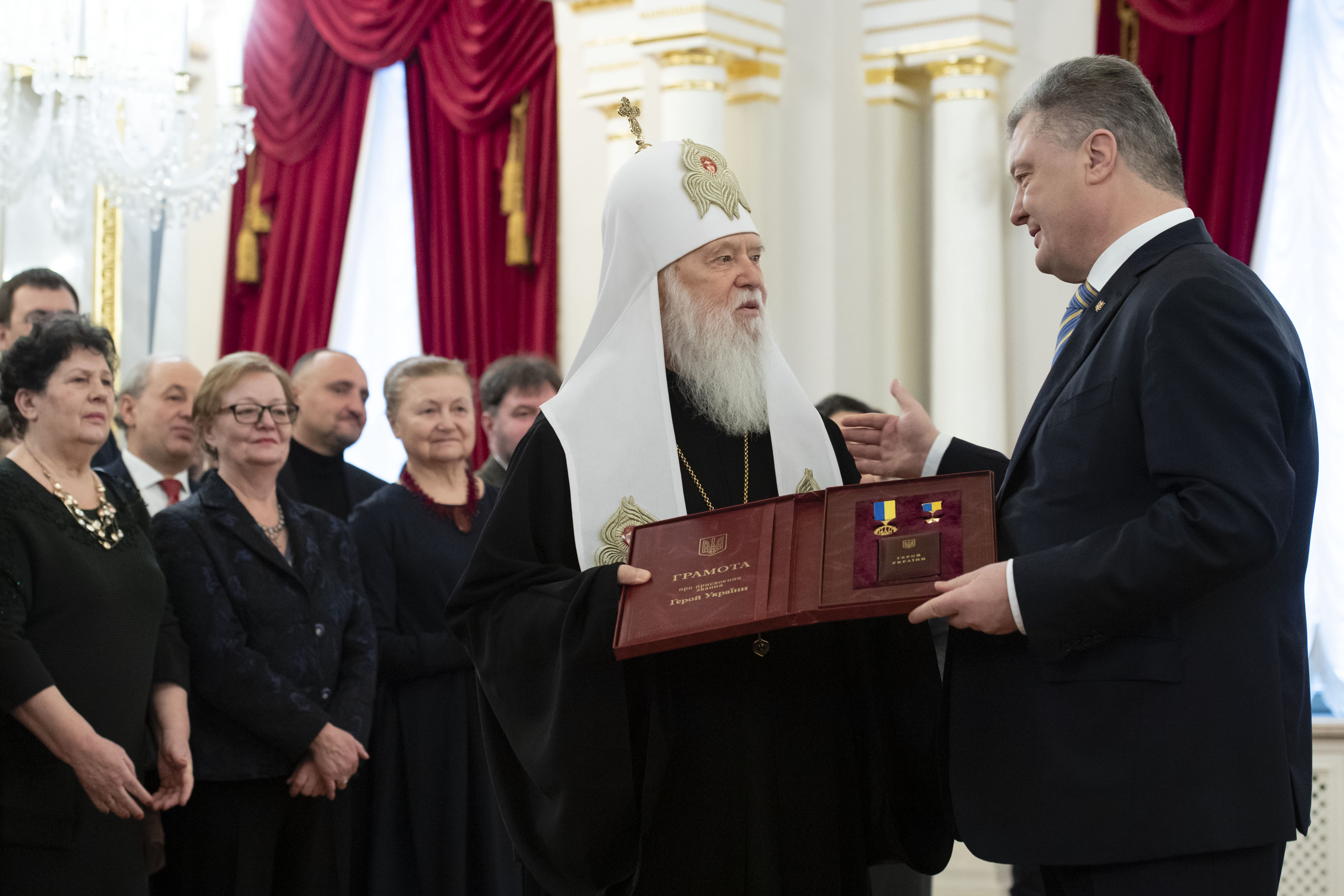
ペトロ・ポロシェンコ大統領から国家勲章を贈られるキエフ総主教フィラレート。

2017年6月、ベラルーシ人のミハイル・ジズネフスキーにウクライナ英雄が追贈されたが、これが外国人初の授与である。ジズネフスキーは、ユーロマイダンの抗議運動で犠牲となった最初の人物の一人である。彼は2014年1月22日に射殺された。
また、ウクライナ正教会設立にあたり、ウクライナ国民の精神性を回復し、正教会の権威を高め、慈悲と宗教間対話の調和の理想確立を目的とする特筆すべき歴史的役割を果たしたとして、ウクライナ国民と教会の精神的指導者であるキエフ総主教フィラレートも、2019年1月8日にウクライナ英雄を受章した。ウクライナ統一の日である1月22日、マリア宮殿にて執り行われた式典で、フィラレートにペトロ・ポロシェンコよりウクライナ英雄の国家勲章が伝達された。
2022年の初頭から2022年ロシアのウクライナ侵攻の影響により、死後の受賞者が急増。2022年3月27日時点（ウクライナ語版）ですでに76人が受賞している。

## 疑惑
ウクライナ英雄を創設したレオニード・クチマの側近であるヴィクトル・メドヴェドチュクを中心に、何人かがウクライナ英雄を含む栄典や称号を不適切に運用しているとの指摘がなされた。AP通信によれば、2005年7月15日に警察がメドヴェドシュクに対して召喚状を送付し、これらの疑惑について説明するよう求めた。クチマとメドヴェドシュクは、オレクサンドル・バルテネフへのウクライナ英雄授与についても疑問を呈された。彼は犯罪組織とのつながりが噂されており、実際にウクライナで刑事告発されている。

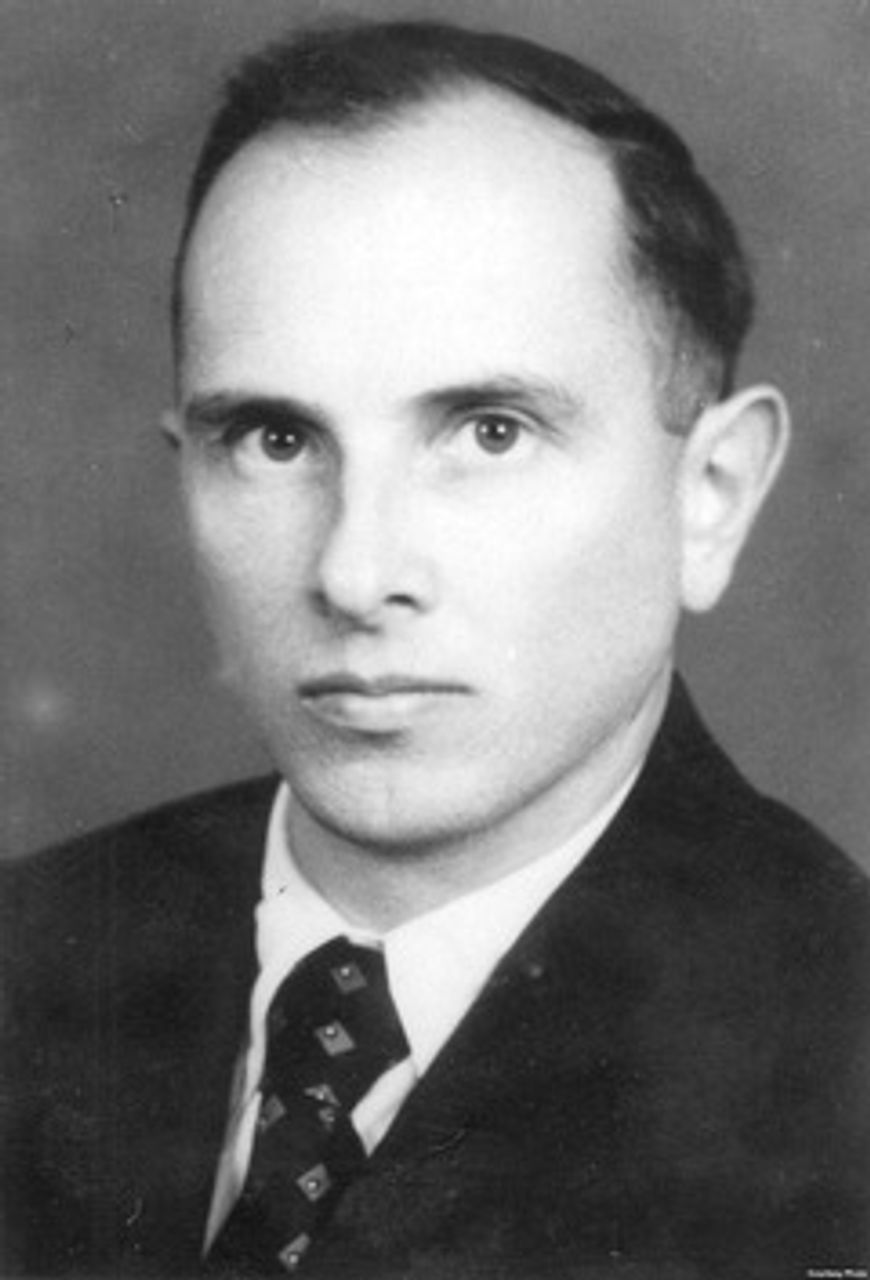
ステパーン・バンデーラに対する追贈は論争を呼び、のちに撤回された。

一連の騒動を受けて、大統領のヴィクトル・ユシチェンコは、2005年6月より当面の間栄典の授与を中断する決定を下した。この決定は、国務副長官のイヴァン・ヴァシュニクによって発表され、ウクライナ栄典および紋章学委員会によって支持された。ヴァシュニクによれば、2004年にウクライナ英雄を受章した41人のうちの数人は、大統領選挙期間中に受章が発表されたという。彼は、「あなたがこれらの受章者を3分の1でも知っているとは思わない」と述べ、その年のウクライナ英雄受章者に言及した。委員会は、ウクライナの法律で許可されない限り、何者も栄典の剥奪を行わないことに同意した。少なくとも事態が進展するまでは栄典の授与が止められるはずだったが、翌月にはオレシ・ホンチャールとヴァディム・ヘチマンの2名にウクライナ英雄が追贈されている。
ユシチェンコが2010年1月に下した、第二次世界大戦中にウクライナ民族解放運動を指導し、ナチスの協力者と非難されているステパーン・バンデーラにウクライナ英雄を贈る決定は、ロシア、ポーランド、そしてウクライナ自身を巻き込んだ論争を呼んだ。彼の決定は、サイモン・ウィーゼンタール・センターを始めとする世界中のユダヤ人団体に加え、ポーランド大統領レフ・カチンスキ、ロシア外務省、ソ連軍退役軍人会、セルヒー・ティヒプコやコンスタンチン・ザルドネフなどのウクライナの政治家から強い反発を受けた。特にセヴァストポリ選出の国会議員であるザルドネフは、抗議のためにウクライナのパスポートを燃やすまで行った。一方で、バンデーラにウクライナ英雄を追贈する決定は、ウクライナ西部の民族主義者と多くのウクライナ系アメリカ人から賞賛を受けている。
2010年4月2日、ドネツィクの地方行政裁判所は、この大統領布告を無効とする判決を下した。弁護士のウォロディミル・オレンツェーヴィチは、ウクライナ英雄の称号はウクライナ市民にのみ与えられる最高の国家賞であると主張した。バンデーラは、第二次世界大戦後にドイツへ亡命しているためウクライナ市民ではなく、加えて1991年のウクライナ独立宣言法以前にドイツで暗殺されている。同様の理由で、4月21日にはドネツィク行政控訴裁判所で、第二次世界大戦中にウクライナ蜂起軍を指揮したロマン・シュヘーヴィチにウクライナ英雄を贈る2007年10月12日のユシチェンコ大統領布告が無効になった。
2010年8月12日、ウクライナ高等行政裁判所は、ヴィクトル・ヤヌコーヴィチによるソ連兵へウクライナ英雄を授与する4件の大統領布告が違法であるとして、取り消しを求める訴訟を棄却した。これら訴訟の提起者は、シュヘーヴィチがウクライナ市民でないことを理由に英雄称号を剥奪した、4月21日の行政控訴裁判所判決と同様の原理であると主張している。
しかしながら、ウクライナ国家栄典法第16条「国家賞の剥奪」では、以下のように規定されている。
ウクライナ大統領は、受章者が法律で定められた重大な犯罪により、裁判所で有罪判決を受けたときのみ国家賞を剥奪できる。
上記二件の判決は、少なくともこの法律に基づいていないため、判決の法的結果や法的正当性に関しては非常に議論の的となっている。また、これら判例の適用は、チェルノブイリ原子力発電所事故の清算人や、第二次世界大戦の退役軍人などからも英雄称号を剥奪する先例を作り出した。
「バンデーラの例」のような受章者には、アウグスティン・ヴォロシン、ヴァシル・ストゥス、オレクサ・ヒルニク、クズマ・デレビヤンコ、アレクセイ・ベレストなどがいる。